# 優之良品

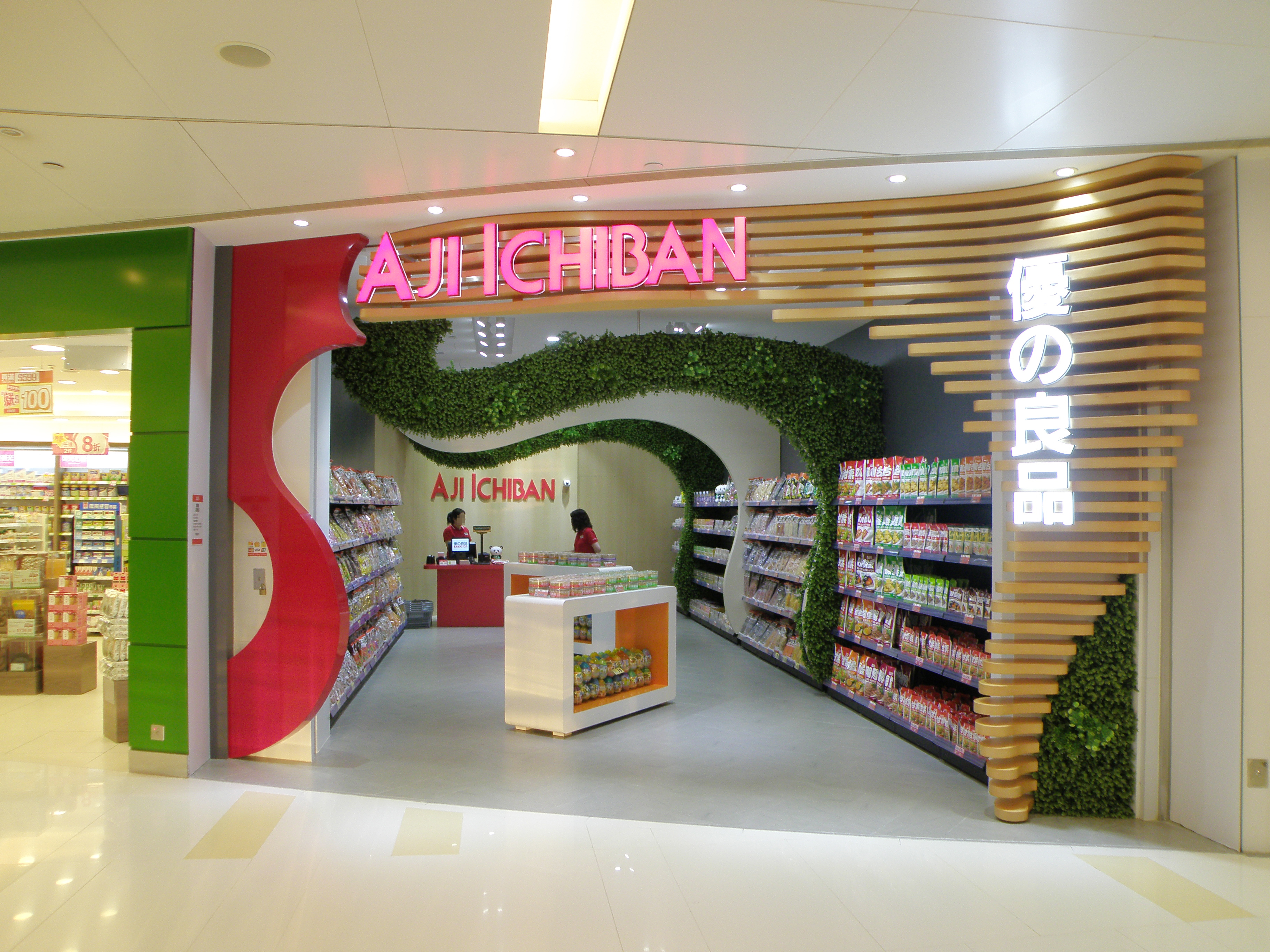
優之良品位於香港新蒲崗的全新形象分店

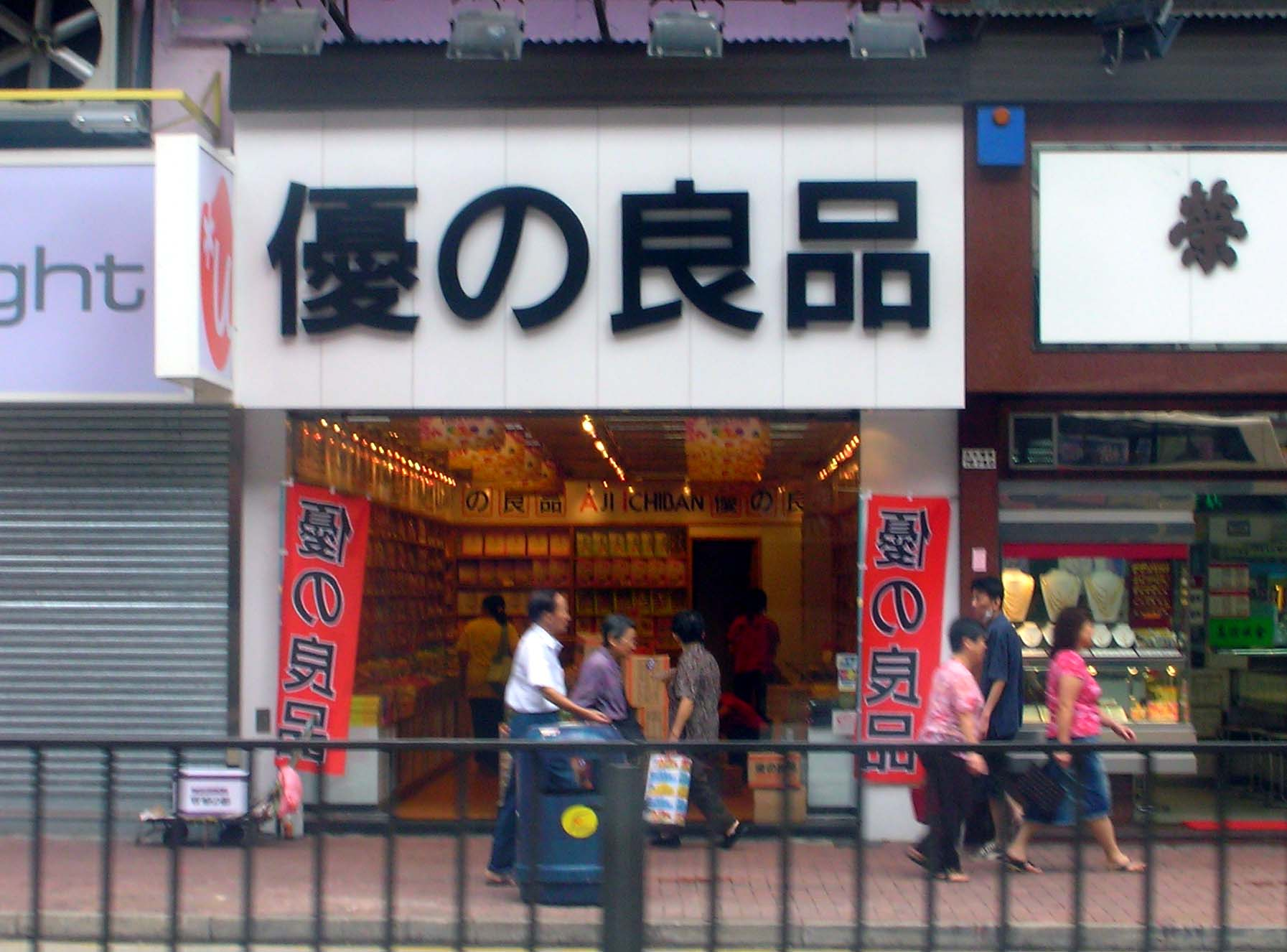
優之良品位於香港土瓜灣的分店

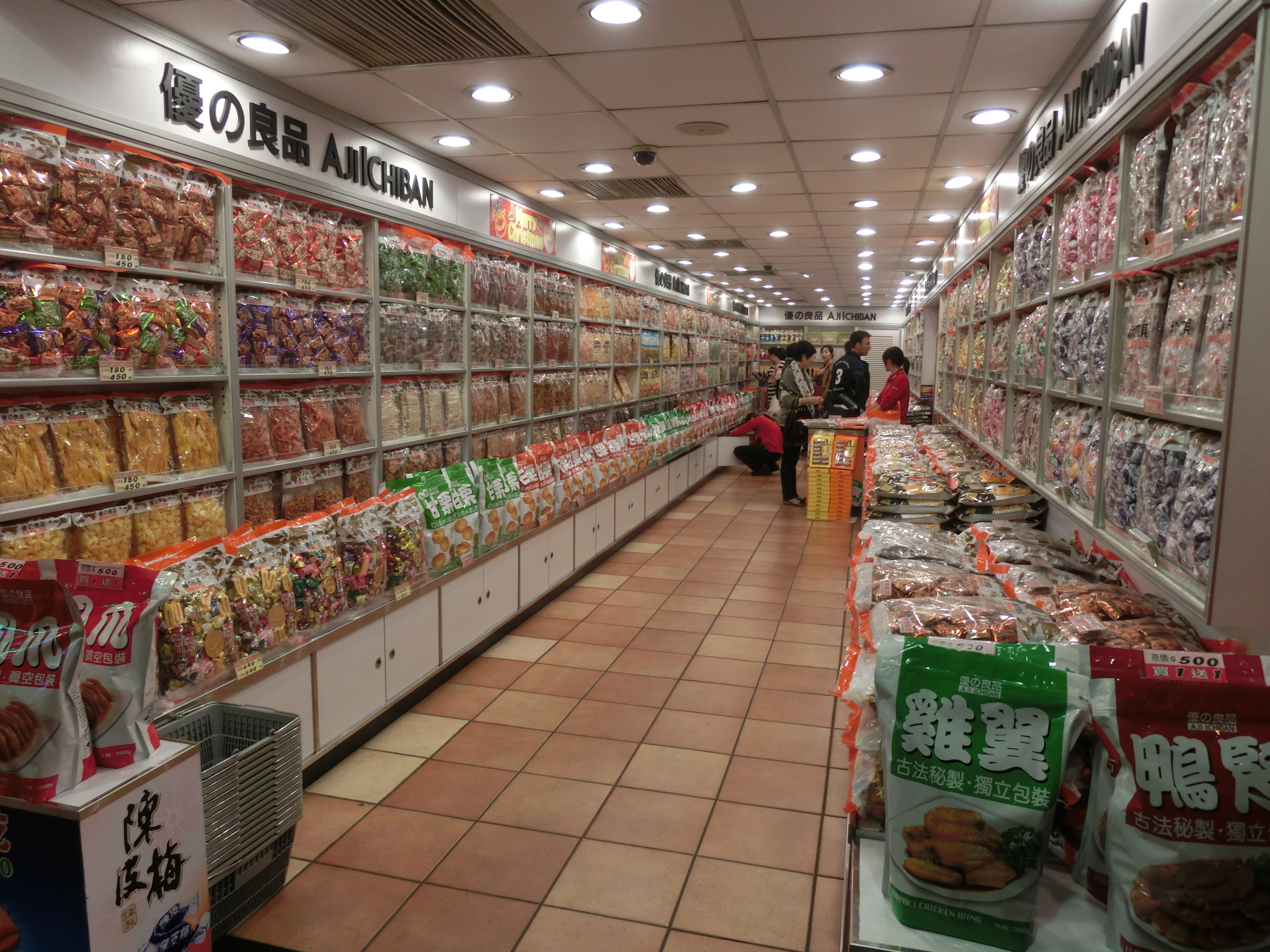
優之良品的貨品

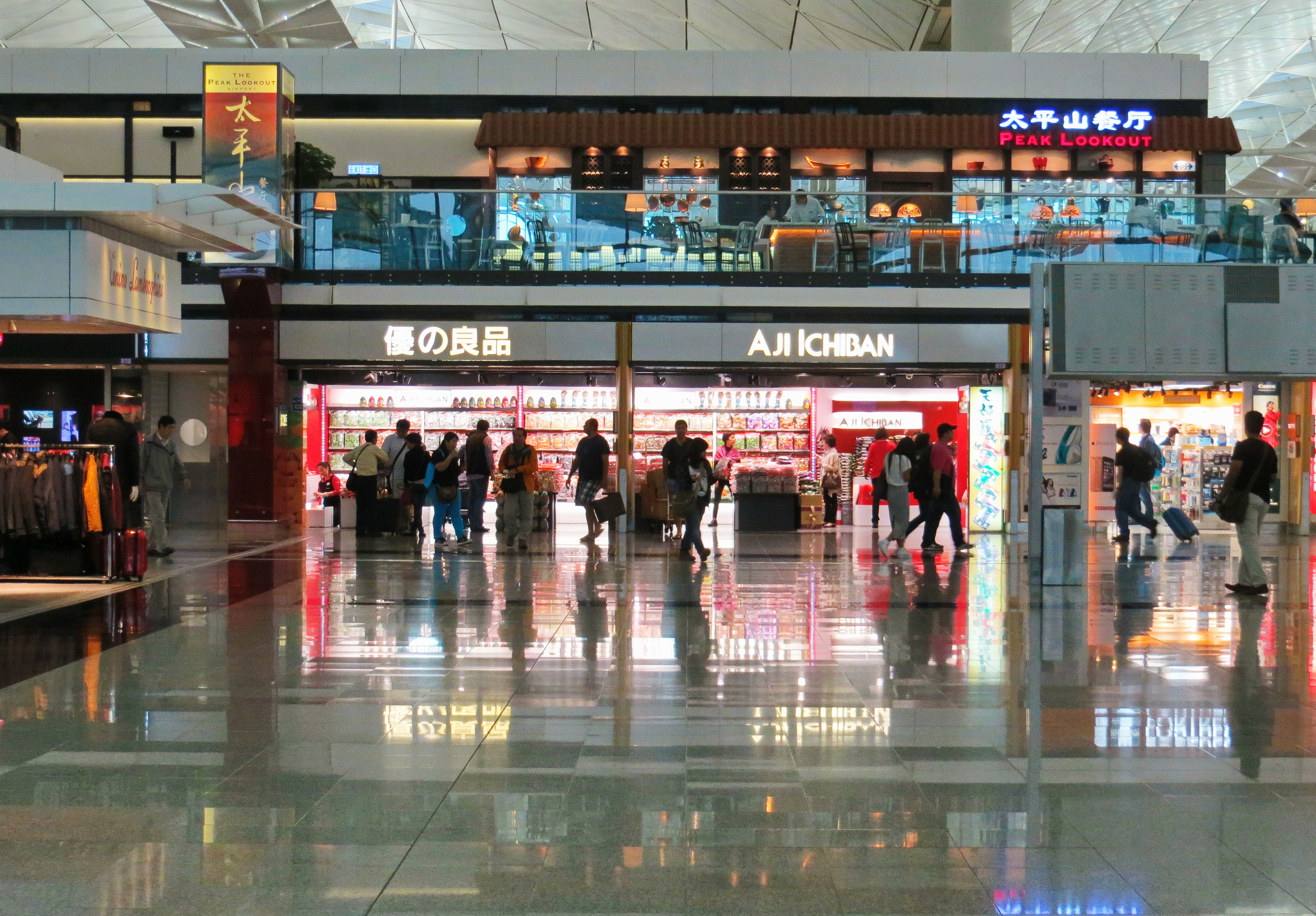
位於香港國際機場一號客運大樓的分店（原址現為豐澤電器）

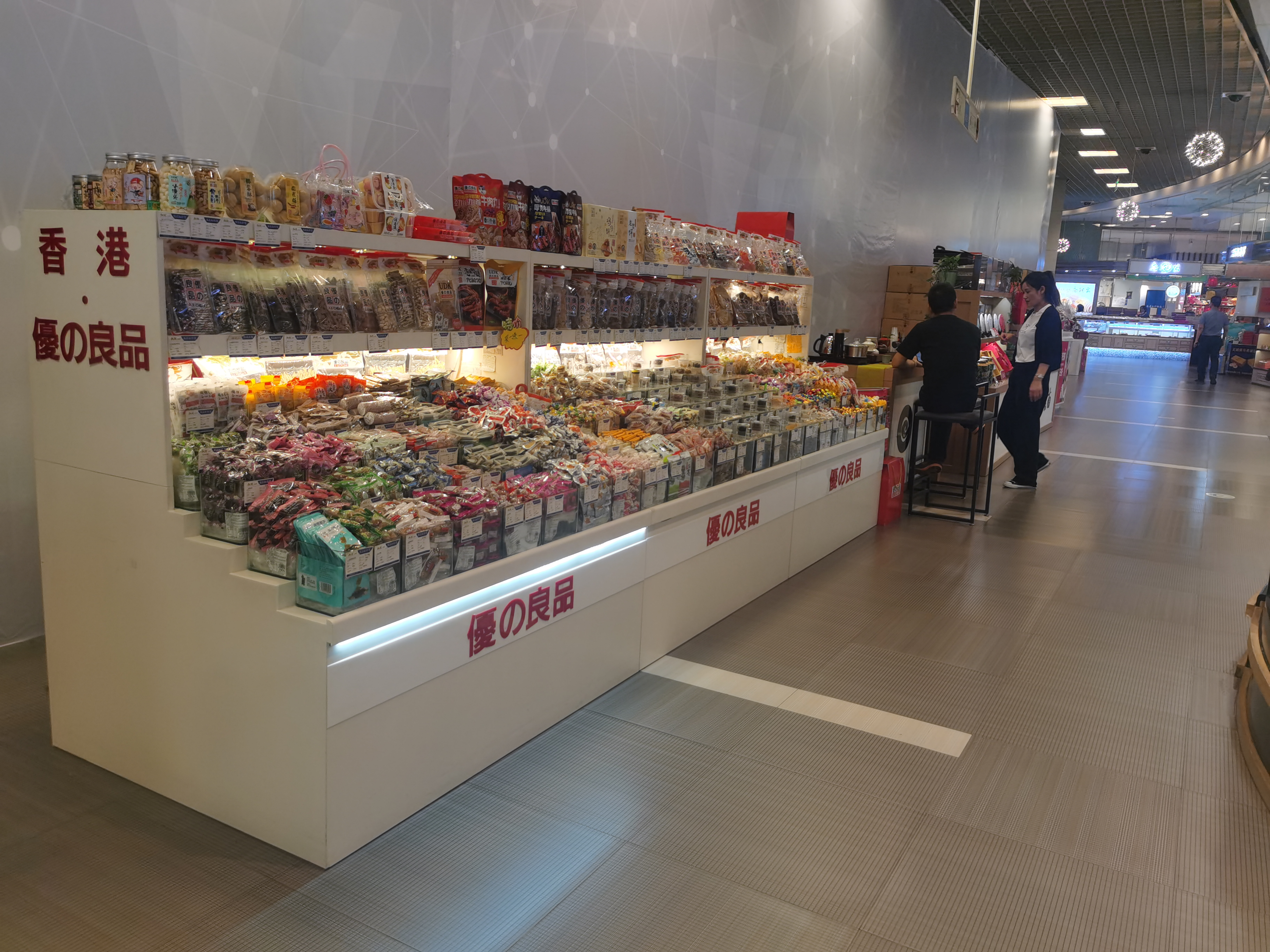
设在中国内地江苏省苏州工业园区的专柜

優之良品（英語：Aji Ichiban），是一個已经结业的香港大型零食批發及零售連鎖店。優之良品成立於1993年，主要售賣涼果小食為主，因其售價低廉且品質優良而廣受歡迎；而宣傳充足亦是其知名主因之一。
優之良品的董事會主席是黎陳玉卿，董事包括有黎献泰等。在2007年1月，優之良品有700多名員工，在海外約有150間加盟店，曾在澳門、亞洲均設有其分店。2022年6月6日，優之良品僅餘之香港分店全线结业。

## 結業
2022年6月6日，有市民發現全港多間優之良品門市結業，同日有傳媒致電多間分店查詢，但都無人接聽，而官方網頁亦無法進入，故懷疑全線結束營業。另外，有支援在囚人士及其家屬的Facebook專頁「稜·支援」指，一直只可以在該處買肉乾予在囚人士。6月7日，優之良品官方網頁重新上綫，而發言人于查詢時回復指，優之良品零售店已於6日結業。其表示，由於以往生意主要靠中國大陸自由行旅客，惟新型冠狀病毒疫情爆發後，因流失大量遊客，公司虧蝕導致全線零售店結業。但當時發言人指因應日後情況或會恢復營運。